# 謝根巴赫河
46°56′11″N 10°29′28″E / 46.936365°N 10.491135°E

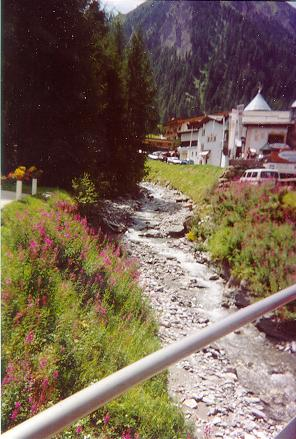

謝根巴赫河是中歐的河流，流經瑞士和奧地利，該河流屬於因河的支流，河道全長17公里，流域面積108.8平方公里，河口處在瑙德斯。